# Bischofsstab des Josef Kardinal Frings
Die Bischofsstäbe des Josef Kardinal Frings sind zwei 1946 und 1964 für den Kölner Erzbischof und Kardinal Josef Frings geschaffene Goldschmiedearbeiten der Bildhauerin Hildegard Domizlaff.

## Erster Krummstab

### Beschreibung
Der Schaft des Krummstabs besteht aus getriebenem und poliertem Silber. Die Curva und der Knauf sind aus Silber gegossen und aufgeraut. Die Curva zeigt Rücken an Rücken zwei Darstellungen, mit denen symbolisch auf das Hirtenamt des Bischofs Bezug genommen wird. Nach rechts ist Jesus Christus als Guter Hirte mit dem verlorenen Lamm über den Schultern dargestellt. Die Gegenseite zeigt den Sänger Orpheus aus der griechischen Mythologie auf seiner Leier spielend. Beide Figuren haben das äußere Knie leicht angewinkelt, so dass sich die ganze Darstellung spannungsvoll, aber auch harmonisch in die Krümme einfügt. Orpheus wurde in der antiken Kunst oft als Hirte dargestellt und im Frühchristentum als Präfiguration Christi gedeutet. Wie Orpheus die Tiere bezauberte, so bezauberte Christus im christlichen Verständnis die Sünder, und Orpheus’ vergeblichem Abstieg in die Unterwelt zur Rettung Eurydikes wird der Abstieg Christi in die Unterwelt und seine Rettung der Gerechten gegenübergestellt.
Der zylindrische Knauf des Stabes ist ebenfalls aus Silber gegossen und zeigt hohe Reliefs dreier Heiliger, deren Köpfe wegen der großen Nimben nach vorne geneigt wirken: zunächst Maria, die Mutter Jesu, ohne weitere Attribute. Josef von Nazaret als Namenspatron Frings’ mit einem Modell des Quirinus-Münsters, und schließlich Quirinus von Neuss, den Patron des Neusser Quirinus-Münsters, als römischen Soldaten mit einer Standarte. In Kleidung und sonstiger Ausgestaltung gleichen die Figuren mittelalterlichen Heiligendarstellungen.

### Geschichte
Der gelegentlich auch als Fringsstab bezeichnete Krummstab für Frings war nach demjenigen für den Paderborner Erzbischof Lorenz Jaeger der zweite von Hildegard Domizlaff gefertigte Bischofsstab. Nach Frings’ überraschender Wahl zum Kölner Erzbischof am 1. Mai 1942 beauftragte die Neusser Pfarrgemeinde St. Quirinus Domizlaff mit der Anfertigung des Krummstabes, den sie dem aus Neuss stammenden Erzbischof zum Geschenk machen wollte. Kriegsbedingt konnte der Auftrag erst 1946 ausgeführt werden.
Hubert Luthe war von 1955 bis 1968 Erzbischöflicher Kaplan und Geheimsekretär von Kardinal Frings. Er begleitete ihn zusammen mit Joseph Ratzinger zu allen Sitzungen des Zweiten Vatikanischen Konzils. Als Luthe am 14. Dezember 1969 zum Weihbischof im Erzbistum Köln geweiht wurde, erhielt er von Frings dessen ersten Krummstab zum Geschenk.
Bischof Luthe starb im Februar 2014. Seinen Krummstab vermachte er in seinem Testament dem Erzbistum Köln. Im April 2014 wurde er vom Essener Dompropst Thomas Zander seinem Kölner Amtskollegen Norbert Feldhoff übergeben. Er wird in der Kölner Domschatzkammer in einer Vitrine mit dem ebenfalls von Domizlaff geschaffenen Brustkreuz Frings’ ausgestellt.
Der Krummstab wurde dem neuen Kölner Erzbischof Rainer Maria Kardinal Woelki am 20. September 2014 im Rahmen eines Pontifikalamts zur Amtseinführung von seinem Vorgänger Joachim Kardinal Meisner symbolisch überreicht. Damit sollte die Verbundenheit der beiden einzigen zum Erzbischof ihrer Heimatstadt ernannten Kölner Priester zum Ausdruck gebracht werden. Für diese Zeremonie fertigte ein Mitarbeiter der Goldschmiedewerkstatt der Dombauhütte ein silbernes Metallrohr an, mit dem der Krummstab verlängert werden kann.

## Alters-Krummstab
Wegen des hohen Gewichts seines Krummstabs ließ Kardinal Frings 1964 von Hildegard Domizlaff einen zweiten, leichteren Krummstab anfertigen. Dieser Krummstab ist ebenfalls aus getriebenem Silber gefertigt, hat aber einen geringeren Durchmesser. Die Krümme ist unten offen und ohne bildliche Darstellung, nur mit einem Abschluss aus Elfenbein, der mit geschnitzten Lorbeerblättern verziert ist.
An Stelle des massiven Knaufs aus gegossenem Silber hat der Altersstab eine mit geschnitzten Reliefs verzierte Walze aus Elfenbein. Die Reliefs zeigen Abraham, Ijob und Johannes als Personifikationen der theologischen Tugenden Glaube (fides), Hoffnung (spes) und Liebe (caritas) neben Christus am Kreuz.
Der zweite Krummstab befindet sich seit dem Tod Kardinal Frings’ im Jahr 1978 in der Kölner Domschatzkammer.